# Ризванов, Забит Ризванович
Заби́т Ризва́нович Ризва́нов (лезг. Ризванрин Забит Ризванан хва; 1926, Кусары, Азербайджанская ССР, СССР —1992) — поэт и прозаик. Широко известен как автор книги «История Лезгин». Среди прочего, внёс существенный вклад в сборе и напечатании материалов о фольклоре лезгин.

## Биография
Окончил Бакинскую высшую партийную школу, работал в партийных советских и хозяйственных органах. В последние годы жизни руководил Домом народного творчества в городе Кусары. Внес существенный вклад в сборе и напечатании материалов о фольклоре лезгин. В частности, неоценим вклад Ризванова в сбор, систематизацию, литературную обработку и издание крупного словесного художественного полотна — лезгинского народного героического эпоса «Шарвили». Первое издание эпоса увидело свет в 1999 году, второе, но уже на русском и лезгинском языках, — в 2008 году. Автор поэтических и прозаических книг «Поток Шахнабата», «Моя муза», «Ветер любит простор», «Зеленое знамя пророка», «Южнее Самура», а также сборников стихотворений таких поэтов, как Н. Шарифов, Эмираслан из Тагирджала, Кесиб Абдуллах.

## Библиограия
- Ризванов Забит — Скирда; Слаще хлеба нет ничего: Стихи / Перевод с лезг. М. Крылова // Литературный Азербайджан, № 12, 1989. — С. 61-62.
- Ризванов 3. — Зеленое знамя пророка: Ист . повести / Худож . М. Муталибов). — Махачкала: Даг. кн. изд—во, 1990. 174 с.
- Ризванов З. — Гость приходит в дом (стихи). — . Махачкала: Дагестанское книжное изд — во , 2015. 356 с.